# Heidenopfertisch
Großsteingrab Heidenopfertisch ligt in de gemeente Visbek in het Landkreis Vechta in Nedersaksen. Het behoort tot de hunebedden in het Naturpark Wildeshauser Geest en aan de Straße der Megalithkultur. Het hunebed is bekend onder Sprockhoff Nr. 974 en de naam stamt uit de negentiende eeuw.

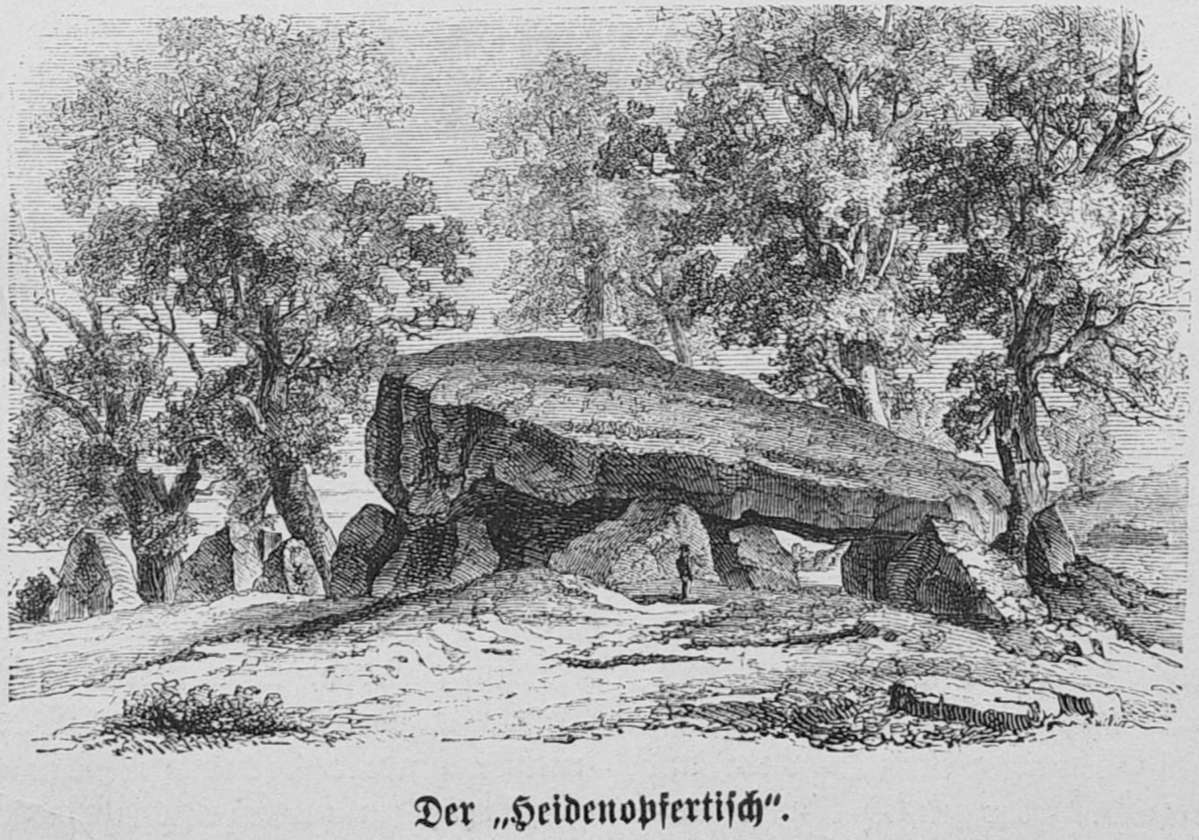
Illustratie bij het artikel: Hünensteine im Oldenburgischen, Die Gartenlaube 1879, Johann Carl Wilhelm Aarland

Het hunebed is zeer bekend, omdat het in het verleden diverse malen is vastgelegd door kunstenaars (zoals Johann Carl Wilhelm Aarland).
De Heidenopfertisch (heidense offertafel) is gebouwd tussen 3500 en 2800 v.Chr. en wordt toegeschreven aan de Trechterbekercultuur. Het bouwwerk ligt vlak bij Bundesautobahn 1 zuidoostelijk van Ahlhorn, gemeente Großenkneten bij Landgasthof Engelmannsbäke bij de buurtschap Endel (gemeente Visbek). De Opfertisch ligt vlak bij de Visbeker Bräutigam en de enkele kilometers verderop gelegen Visbeker Braut.

## Kenmerken
Het bouwwerk is oost-west georiënteerd en is zonder steenkrans aangelegd. Een dekheuvel is niet aangetroffen. Op een van de lange zijden bevonden zich ooit zeven draagstenen, aan de andere lange zijde waren dit er zes. Van de drie dekstenen zijn nog twee bewaard gebleven. De Heidenopfertisch heeft de grootste en zwaarste deksteen van alle hunebedden in de omgeving van Oldenburg. De relatief platte steen is 5 x 3 meter groot en weegt ca. 40 ton. Oorspronkelijk was deze veel groter (7 x 3 meter). Ten minste twee stukken zijn er in het begin van de negentiende eeuw afgeblazen en dit is als bouwmateriaal gebruikt. 
De grafkamer is ongeveer 10 meter lang en 2,5 meter breed. De ingang lag vermoedelijk aan de westelijke kant van de zuidzijde. Er zijn geen poortstenen bewaard gebleven.

## Weblinks
- Navigator – Interactieve officiële kaartendienst van het Staatsbureau voor Geo-informatie en Landmeting van Nedersaksen (LGLN) gericht op de Heidenopfertisch.
- Heidenopfertisch steinzeitreise.de
- Megalithgräber und Menhire in Niedersachsen
- Großsteingräber aus der Jungsteinzeit.[dode link] Ahlhorn umzu